# Брукс, Мария Матильда
Мария Матильда Брукс (англ. Maria Matilda Brooks; 1837—1913) — американская художница британского происхождения.

## Биография

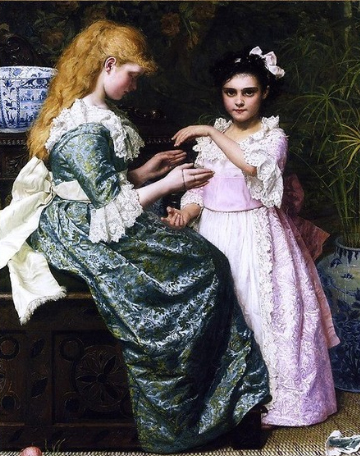
Одна из работ Марии Брукс

Родилась в 1837 году в Стейнсе графства Суррей.
Живопись изучала в Лондоне в Художественной школе Южного Кенсингтона (South Kensington Art School) и в школе Королевской академии художеств. В 1883 году уехала на американский континент. Прежде чем переехать в Нью-Йорк, некоторое время жила в Канаде, в Монреале и Квебеке.
Была участницей выставок, в частности, выставляла свои работы в ротонде и зале заседаний «Женского здания» на Всемирной выставке 1893 года в Чикаго.
Она умерла в Нью-Йорке 16 ноября 1913 года после столкновения с автомобилем.